# Lispocephala planifemorata
Lispocephala planifemorata är en tvåvingeart som beskrevs av Hardy 1981. Lispocephala planifemorata ingår i släktet Lispocephala och familjen husflugor. Inga underarter finns listade i Catalogue of Life.